# Frankenstein
Frankenstein neboli moderní Prométheus (Frankenstein; or, The Modern Prometheus), obecně známý jen jako Frankenstein, je hororový román Mary Shelleyové, poprvé vydaný v roce 1818. Vypráví příběh mladého vědce Viktora Frankensteina, který stvoří umělého člověka, monstrum ohyzdné podoby s nadlidskou silou. Román byl mnohokrát zfilmován a patří mezi klasická díla hororového žánru. V současné popkultuře se slovem „Frankenstein“ zjednodušeně označuje samo monstrum, případně nevzhledný člověk či nestvůra. Román v sobě propojuje prvky gotického románu a romantického románu (např. utrpení, plynoucí z osamělosti hlavních hrdinů i netvora). Román si klade otázku, jak moc je „stvořitel“ odpovědný za „stvořené“ a do jisté míry je i varováním před důsledky vědeckých experimentů a sobeckým zaměřením moderního člověka v době průmyslové revoluce, jež je v románu stavěno do kontrastu vůči altruistickým a ušlechtilým činům často obyčejných lidí. (Kvůli tomuto varování použila Shelleyová podtitul „moderní Prométheus“.) Příběh ovlivnil literaturu i popkulturu napříč žánry a inicioval vznik mnoha hororových příběhů a filmů.

## Vznik děl
Původní verze příběhu o Frankensteinovi byla napsána během deštivého léta r. 1816 (rok bez léta), které trávila Mary Godwinová se svým nastávajícím manželem Percy Bysshe Shelleym na dovolené u lorda George Gordona Byrona na Ženevském jezeře. Dlouhou chvíli návštěvy v chladném období si krátili konverzací u krbu, při které se dostali k experimentům Luigiho Galvani s mrtvými žábami. Bavili se také čtením francouzské strašidelné povídky Fantasmagoriana, což je pobídlo k tomu, vymyslet hrůzostrašnou historku. Zatímco Shelleyová vytvořila kultovní román Frankenstein, lord Byron napsal fragment povídky Vampýr, kterou pak k vydání přepsal John William Polidori a která se stala inspirací k pozdějším „upířím“ hororům (např. Dracula). Dva klasické motivy hororových příběhů tak vznikly současně a vlastně zcela náhodně.

## Mýty kolem románu
Kromě zaměňování tvůrce s jeho monstrem je nejčastější mylná představa Frankensteinova netvora jako chladného a tupého stvoření bez emocí. Netvor v knize Shelleyové je však bytostí s bohatým emocionálním životem, schopnou nejenom vzteku, ale i lítosti, dojetí, vytržení z krásy okolního světa. Navíc je i velmi výřečný a schopný velmi racionální a sofistikované argumentace.

## Styl románu
Román je psán stylem klasického romantického románu 19. století, s podrobnými popisy krajin, prostředí a emocionálních hnutí hlavních hrdinů, zevrubným líčením jejich rodinného zázemí, dětství a životních peripetií a také s důrazem na pozvolný rozvoj děje. Pro čtenáře hororů 21. století je to již četba poměrně nezáživná, místy naivní, román tedy často vychází i v různých převyprávěních.

## Struktura románu
Celý příběh je vyprávěn ich formou a má celkem tři vyprávěče. Hlavní rámec tvoří vyprávění dobrodruha Roberta Waltona, snažícího se doplout se svou lodí k Severnímu pólu. V jeho vyprávění je vložen příběh Viktora Frankensteina, tvůrce netvora. Uprostřed románu je pak šest kapitol, ve kterých sám netvor líčí svou historii od oživení až po další setkání se svým tvůrcem. Do románu jsou vloženy i další, drobné a většinou romanticky dojemné příběhy lidí, kteří ušlechtile a nesobecky čelí těžkému osudu, zvláště kapitola 14. (příběh rodiny Laceyů), která je vlastně zcela samostatným příběhem v příběhu.

## Obsah románu

### Dopisy a deník Roberta Waltona
Úvodní částí knihy jsou čtyři dopisy Roberta Waltona, osmadvacetiletého snílka a neúspěšného básníka, toužícího stát se mořeplavcem, dobýt Severní pól a svými objevy a polárními experimenty s magnetismem prospět lidstvu a zapsat se do dějin. Dopisy píše své sestře během cesty na sever nejdříve z Petrohradu, pak z Archangelska. Čtvrtý dopis již neodeslal, píše ho na palubě své lodi, mířící k Severnímu pólu, a dopis přechází v deníkové zápisy.
V prvních třech dopisech shrnuje své osamělé dětství, přípravy a dril, který musel překonat, aby se stal námořníkem, kormidelníkem, důstojníkem a nakonec i kapitánem a stěžuje si, že v Archangelsku nemůže najít partnera a opravdového přítele, který by mu byl na cestě oporou.
Ve čtvrtém dopise a dále v deníkových zápisech líčí, jak je loď obklopena svírajícím se ledem, a také, jak spatřili na obzoru tajemné psí spřežení hnané jakýmsi neuvěřitelným obrem. Když druhý den ledy popraskají, objeví námořníci na jedné kolem plovoucí kře podobné saně, ale s obyčejným na smrt vyčerpaným mužem. Je to Victor Frankenstein. Když se Frankenstein zmátoří, získá si Waltonovy sympatie a Walton doufá, že by mohl být oním vytouženým opravdovým přítelem.
Když Walton vypráví Frankensteinovi o své touze vykonat získáním nových objevů cosi velkého pro lidstvo, a to bez ohledu na život svůj či ostatních námořníků, Frankenstein ho před takovými myšlenkami vášnivě varuje a označuje je za důvod, proč on sám ztratil vše důležité, co v životě měl. Nakonec se rozhoduje vylíčit Waltonovi svůj příběh jako varování.

#### Vyprávění Victora Frankensteina
(Kapitoly 1.–10.)
Frankenstein pochází z jedné z nejpřednějších rodin v Ženevě. Dlouho byl hýčkaný jedináček, ale matka toužila po dalším dítěti, a proto v jeho pěti letech adoptovala italského sirotka Elisabethu, což oznámila Viktorovi slovy, že zítra dá Viktorovi dárek. Viktor od té doby pohlížel na překrásnou a inteligentní dívku jako „na vlastnictví, které musí chránit, milovat a hýčkat“. Jejich nejlepším přítelem je Jindřich Clerval a o pár let později se Viktorovi narodí ještě bratr.
Frankenstein je vznětlivý a prudký mladík a stejně jako Walton chce v životě dosáhnout něčeho velkého. Díky spisům Cornelia Heinricha Agrippy a Paracelsa se ponoří do studia „přírodní filosofie“, což tehdy byla v podstatě směs starých medicínských a alchymistických teorií, metafyziky a v neposlední řadě magie.
Zážitek s bleskem, který zasáhne blízký strom, však obrátí Victorův zájem k elektřině a matematice, což on sám považuje za poslední možnost záchrany před vlivem přírodních věd, které ho zničily. Postupně se k nim zas ovšem vrací. Po smrti matky nastoupí na Universitu v Ingolstadtu. Nejprve se v něm začíná tvořit odpor k přírodním vědám kvůli nepříjemnému profesorovi těchto věd, ale kvůli vstřícnému profesorovi chemie se o přírodu začne znovu zajímat. Studium chemie a fyziologie ho přivede k otázce: odkud pramení podstata života? Při studiu anatomie dojde k názoru, že k pochopení života musíme nejdříve pochopit smrt.
Začne se zabývat smrtí a postupem rozkladu, tráví dny i noci v hrobkách a márnicích a při svých výzkumech narazí na dále nespecifikovaný objev, jak vdechnout život již neživé hmotě, jehož tajemství či podstatu však nikdy nikomu neprozradí. Po tomto objevu vyvstává úkol, jak stvořit tělo „se všemi složitostmi nervů, svalů a žil“. Mohl by začít nějakým jednodušším tvorem, ale oslněn velikostí svého objevu touží stvořit člověka.
„Protože by malé rozměry některých částí lidského těla značně zpomalily práci“, vytváří bytost vysokou tři metry a přiměřeně rozložitou. Lopotí se ve vnitřku znesvěcených hrobů, trýzní dokonce i živá zvířata, jen „aby pronikl do nejtemnějších skrýší přírody“. Sbírá v márnicích kosti, bere materiál z piteven a jatek. Pracuje do naprostého fyzického vyčerpání a zmocňují se ho horečnaté stavy. Při tom všem se snaží vytvořit tvora tak, „aby údy byly souměrné a rysy krásné“.
Jedné podzimní noci spustí své přístroje a povede se mu tvora oživit. Jenže tvor po oživení vůbec nevypadá krásně, naopak působí jako stvůra, budí hrůzu a odpor. Frankenstein utíká z laboratoře do své ložnice a tam nakonec zcela vyčerpaný usne.
Pronásledují ho děsivé sny o Elisabeth a když se probudí, zjistí, že netvor, kterého stvořil, nadzdvihuje závěsy kolem lůžka a vydává jakési neartikulované zvuky.
Frankenstein prchá na dvůr, stráví na něm noc a naslouchá zvukům z domu. Za svítání se pak vydá do města, aniž by věděl, co má dělat. Tam potkává Clervala. Nic mu neříká, ale vrací se s ním do domu. Netvor ale zmizel. Frankenstein se zhroutí a několik měsíců stráví na lůžku. Když je mu lépe, potěší ho dopis od Elisabeth, ve kterém mu vypráví o bratříčkovi Williamovi a rodinné chráněnce Justýně. Frankenstein se vrací na universitu, ale vyhýbá se laboratoři a chemickým přístrojům. Přechází na studium jazyků a orientalistiky.
Po téměř dvou letech od stvoření monstra, těsně před svým návratem domů do Ženevy, dostává náhle dopis od otce. Otec píše, že jeho malý bratr Will, který se ztratil při společné procházce lesem, byl nalezen uškrcený. Elisabeth pak prý na tuto zprávu reagovala výkřikem, že ho zabila ona, čímž měla na mysli, že mu dovolila vzít si ten den na krk drahocenný medailonek po matce, který se tak mohl stát důvodem loupežné vraždy.
Cestou do Ženevy chce Frankenstein spatřit místo Willovy smrti. Je již noc a strhne se bouře. Ve svitu blesku zahlédne v lese nezaměnitelnou postavu svého monstra a okamžitě pochopí, že to ono zabilo jeho bratra. Ale po návratu do rodného domu se dozvídá, že vrah byl odhalen v osobě schovanky Justýny Moritzové. V kapse jejích šatů totiž sluha náhodou objevil medailonek a ihned ho donesl policii. Frankenstein nemá odvahu říci pravdu, protože by ho měli za šílence, je si však jistý, že na základě tak chatrného důkazu nemůže být Justýna odsouzena. Soud se vyvíjí dobře, rodina svědčí v Justýnin prospěch, v noci před soudním verdiktem se však Justýna pod tlakem svého zpovědníka, který hrozí, že jí nedá rozhřešení, nečekaně přizná. I když ji Frankenstein s Elisabeth vášnivě brání, je odsouzena a popravena.
Frankenstein by rád netvora zničil, ale neví, jak ho najít. Trápí se zoufalstvím, útěchu nachází jen v dlouhých vyjížďkách na březích říčky Arve v chamonixském údolí, na úpatí Alp s dominantou Mont Blancu. Při výstupu na vrchol hory Montanvert se nečekaně setkává s monstrem, jež mu bylo celou dobu v patách. Chce ho zabít, ale netvor ho snadno odstrčí a k Frankensteinovu překvapení žádá jediné: lásku a přátelství svého stvořitele, kterými je mu prý povinován. Frankenstein s odporem odmítá. Na to netvor začne vyprávět svůj příběh:

##### Vyprávění Frankensteinova monstra
(Kapitoly 11.–16.)
Netvor líčí, jak si jen matně pamatuje své počátky i odchod z domu v Ingolstadtu. Ocitl se v lese a následujícího dne byl unesen krásou a rozmanitostí přírody kolem sebe. Nalezl oheň po tulácích, naučil se ho udržovat a když snědl odpadky, které po tulácích zbyly, živil se lesními plody. Hlad ho však donutil opustit oheň. Nejdříve vyděsí svou zrůdností ovčáka, pak celou vesnici, jejíž občané ho kamenováním zaženou do polí.
V noci se ubytuje v nepoužívané kůlně, přilehlé ke stěně stavení rodiny Laceyových, a škvírou ve stěně pozoruje slepého starce a jeho dvě dospělé děti, Felixe a Agátu. Nějaký čas rodinu okrádá o část zásob, ale když si uvědomí, jak jsou chudí, začne se živit opět lesními plody. Dokonce začne rodině pomáhat, sbírá pro ně dříví, odhrnuje sníh a dělá další práce, které odpozoroval, což je pro rodinu záhadou. Do rodiny přijíždí jakási bohatá Arabka (Safie), která je zvláště Felixem s nadšením přivítána. Jde o dceru bohatého obchodníka, jejímuž otci před několika měsíci Felix pomohl utéci z vězení, protože se mu příčilo jeho nespravedlivé obvinění. Odsoudil tím svou rodinu ke ztrátě majetku a k vyhnanství. Safie, která se má stát Felixovou ženou, rodinu našla a snaží se jim odvděčit. Život rodiny se prudce zlepšuje, Safie se učí francouzštinu a další dovednosti (zeměpis atd.).
Netvor se učí jazyk spolu se Safií a celé měsíce sleduje život rodiny, naslouchá zpěvu písní a knihám, které mladík starci předčítá. Dozvídá se tak i mnoho podstatného o okolním světě. Nakonec se naučí i číst a přečte několik knih (mimochodem, např. Miltonův Ztracený ráj, Plutarchovy Životopisy, Goethovo Utrpení mladého Werthera), což ho vede k filosofickým úvahám o sobě samém a svém osudu. Díky schopnosti číst se však dozví i tajemství svého stvoření, protože v kapse kabátu, který si odnesl z Frankensteinovy laboratoře byl Frankensteinův deník. Když se netvor dozví okolnosti svého stvoření, je zhrozen a zoufalý. Trpí samotou. Pokusí se odhalit své tajemství Laceovým, rodina ho však s hrůzou a odporem vyžene a když se netvor k domu vrátí, zjistí, že se odstěhovali. S hořkostí v srdci dům zapálí a podle údajů ve Frankensteinově deníku se vydává do Ženevy. Cestou zachrání tonoucí dívku, ale místo vděku ho její společník postřelí. Netvor pak přísahá strašlivou pomstu za utrpěné urážky a příkoří a proklíná svého stvořitele.
Dorazí do Ženevy a skrývá se v polích kolem Frankensteinova domu. Spatří zatoulané dítě a doufá, že tak krásný tvor, který je na světě teprve krátce, by mohl být nepředpojatý. Dokonce sní o tom, že kdyby se ho zmocnil a vychoval ho ve svého přítele a druha, nebyl by na světě tak osamocen. Chlapec se však brání, křičí, nazývá ho netvorem a ohavnou stvůrou a vyhrožuje mu svým tatínkem, panem Frankensteinem. Netvor se rozzuří, dítě uškrtí a poprvé ochutná pocit triumfu. Všimne si medailonku a protože ho upoutá podobizna krásné ženy, strhne jej chlapci z krku. V blízké stodole nachází spící Justýnu, která zde usnula únavou po hledání chlapce. Protože je mu už jasné, že kdyby se probudila, začne křičet, rozhodne se jí už předem pomstít tím, že na ni svalí vinu za vraždu a vsune jí medailonek do kapsy. Po činu odešel do hor a tam se toulal, až dokud se nesetkal s Frankensteinem.
Netvor předkládá Frankensteinovi návrh. Pokud ho stvořil tak hrůzného, že ho lidé odmítají, je nyní povinen mu stvořit stejným způsobem ženu, která by mu byla rovna a mohla ho tedy i milovat.

#### Vyprávění Victora Frankensteina
(Kapitoly 17.–24.)
Frankenstein netvorův návrh vztekle odmítá. Ale nakonec se nechá dojmout argumenty, že netvor vše činí jen z touhy po tom, stát se dobrou a ušlechtilou bytostí. Přesvědčí ho slavnostní přísaha, že netvor se svou družkou navždy zmizí v rozsáhlých džunglích Jižní Ameriky.
Frankenstein poté zjišťuje, že k vytvoření monstra ženského pohlaví potřebuje informace o nových objevech v Anglii. Zároveň je otcem vyzýván ke sňatku s Elisabeth. Rozhodne se, že tak učiní poté, co stvoří netvorovi družku a navždy se ho tak zbaví. Do Anglie si sebou bere Clervala. Po prostudování nových informací Clervala pod záminkou na tři měsíce opouští a na osamělém ostrůvku Orknejí se dává do výroby netvorovy družky. O důsledcích svého činu však pochybuje a má obavy z toho, že by se mohla na zemi rozmnožit rasa stvůr. Pak jedné noci zjistí, že ho netvor sledoval, je na ostrově a kontroluje, zda Frankenstein dodrží svůj sllib. Frankenstein však ve vzteku ničí nedokončené tělo.
Netvor vyzývá Frankensteina ke splnění slibu, ale Frankenstein navždy odmítá. Netvor tedy se slovy zoufalství a příslibem pomsty mizí. Jeho poslední slova jsou: „Dobrá, půjdu, ale pamatuj si: o tvé svatební noci budu s tebou!“
Následujícího dne se Frankenstein vydává na moře, aby se zbavil zbytků těla, které předešlého večera zničil. Je překvapen bouří a zahnán k neznámému ostrovu, na němž právě v ten den našli tělo uškrceného muže. Z vraždy podezřívají Frankensteina, a když mu ukáží tělo, zjistí Frankenstein s hrůzou, že jde o Clervala, zhroutí se a po dvou měsících blouznění se probouzí v irském vězení. Soud ho však nakonec osvobodí a on se urychleně vrací do Ženevy. Tam chystá svatbu, ale má obavy ze dne sňatku. Neustále chodí ozbrojen.
Ihned po obřadu odjíždí s Elisabeth do jejich vily na břehu jezera Como. Mají přenocovat v hostinci v Evianu. Přes všechnu Frankensteinovu opatrnost netvor této noci Elisabeth uškrtí. Frankenstein zešílí a po řadu měsíců je v blázinci. Postupně se mu navrací rozum a s ním touha netvora zničit. Při slibu pomsty nad hroby svých blízkých se ze tmy ozve netvorův smích. Frankenstein se vydává po jeho stopách a už je neztrácí. Pronásleduje ho přes Evropu, Tatarsko i Rusko a zjišťuje, že netvor mu zřejmě zanechává stopy záměrně, nakonec mu nechává i vzkazy, jako „Následuj mě, hledám věčné ledy severu, kde tě bude tížit chlad a mráz, které já necítím.“
Frankenstein ho pronásleduje se psím spřežením až do ledových pustin Arktidy. Jen jednou v dálce zahlédne netvorovy saně, ale během pokusu jej dohnat se rozlomí ledy a Frankenstein se ocitá na kře uprostřed ledového oceánu. Zachraňuje ho Waltonova loď. Frankenstein zavazuje svého nového přítele slibem, že kdyby zahynul, Walton dokončí jeho pomstu. Varuje ho i před netvorovou výmluvností a označuje netvorovu duši za ohyzdnou a plnou podlé zloby.

### Deník Roberta Waltona, pokračování
Frankenstein a Walton plují dále na sever, až jsou obklopeni obrovskými ledovci, které je mohou kdykoliv rozdrtit. Námořníci odmítají cestu dál a chtějí se, jakmile se moře uvolní, vrátit. Frankenstein je velkolepou řečí přesvědčuje, aby pokračovali v cestě, ale sám je přitom už těžce nemocný. Walton se nakonec rozhodne k návratu v situaci, kdy lékař dává Frankensteinovi už jen několik hodin života. Frankenstein po Waltonovi požaduje potvrzení slibu zničit netvora. Pak umírá. V noci slyší Walton z Frankensteinovy kabiny podivné zvuky. Nad Frankensteinovým tělem nachází stát netvora, prosícího Frankensteinovu mrtvolu o odpuštění.
Waltona se zmocňuje soucit, ale když netvorovi vyčte, že hlasu svědomí měl naslouchat už dříve, netvor opět viní ze všeho utrpení jen a jen Frankensteina a vylíčí i svůj pocit požitku z konání zla. Na závěr prohlásí, že Frankensteinovou smrtí je jeho tragický osud naplněn a že svůj život skončí tak, že sám sebe upálí na vlastnoručně navršené pohřební mohyle. Po těchto slovech vyskočí z okna na kru, plující kolem lodi, a zmizí ve tmě.

## Frankenstein ve filmu
Vůbec poprvé byl Frankenstein převeden na filmové plátno roku 1910 krátkým filmem v produkci Thomase Edisona.
Roku 1931 točí James Whale pro studio Universal asi nejslavnější verzi s Borisem Karloffem v roli monstra a Colinem Clivem jako dr. Frankensteinem. Během následujících 17 let jsou natočena 3 pokračování (Frankensteinova nevěsta, Frankensteinův syn a Frankensteinův duch ) a čtyři filmy ve kterých se Frankensteinovo monstrum objevuje spolu s jinými klasickými universalovskými monstry (Frankenstein a vlkodlak, Frankensteinův hrad, Draculův hrad a Bud Abbott a Lou Costello potkávají Frankensteina). Mezi lety 1957 a 1974 vyrábí britské studio Hammer sérii o Frankensteinovi (Frankensteinova kletba, Frankensteinova pomsta, Frankensteinovo zlo, Frankenstein stvořil ženu, Frankenstein musí být zničen a Frankenstein a monstrum z pekel). O 18 let později přichází další snímek od režiséra Davida Wickese v hlavní roli s Patrickem Berginem. O rok později vychází další film. A o další rok později, roku 1994, točí režisér Kenneth Branagh asi nejvěrnější zpracování v hlavních rolích s Robertem De Nirem v roli monstra a Kennethem Branaghem jako Victorem Frankensteinem. Roku 2004 vzniká televizní film Frankenstein. Zatím posledním a nejnovějším filmem je Victor Frankenstein z roku 2015.
Postava a námět z Frankensteina se objevil i v mnoha jiných filmech jako např. Frankenstein: Souboj gigantů (1966), Odpoutaný Frankenstein (1990) či Van Helsing (2004).